# Гамбургер Гомеса
Гамбургер Гомеса, відомий також як IRAS 18059-3211 — астрономічний об'єкт. Спочатку його ідентифікували як планетарну туманність, і відстань до неї оцінювалася приблизно в 6500 світлових років. Однак результати пізніших досліджень показують, що цей об'єкт є молодою зорею, оточеною протопланетним диском, віддаленою приблизно на 900 світлових років від Землі.
Об'єкт був виявлений у 1985 році на фотографіях неба, отриманих Артуро Гомесом (Arturo Gómez) — допоміжним технічним працівником Міжамериканської обсерваторії Серро-Тололо поблизу Вікуньї, Чилі. На фотографіях було видно темну смугу на об'єкті, але його точну структуру було складно визначити через турбулентність атмосфери, яка спотворює всі зображення, зроблені з Землі. Зоря має температуру поверхні приблизно 10 000 К.
«Булочки» — це світло зорі, яке відбивається від пилу. Диск пилу, який видно майже точно з торця, закриває зорю та утворює темну смугу посередині — це і є «бургер». Він має малу видиму зоряну величину — 14,4.